# Niedersächsische Landesbehörde für Straßenbau und Verkehr

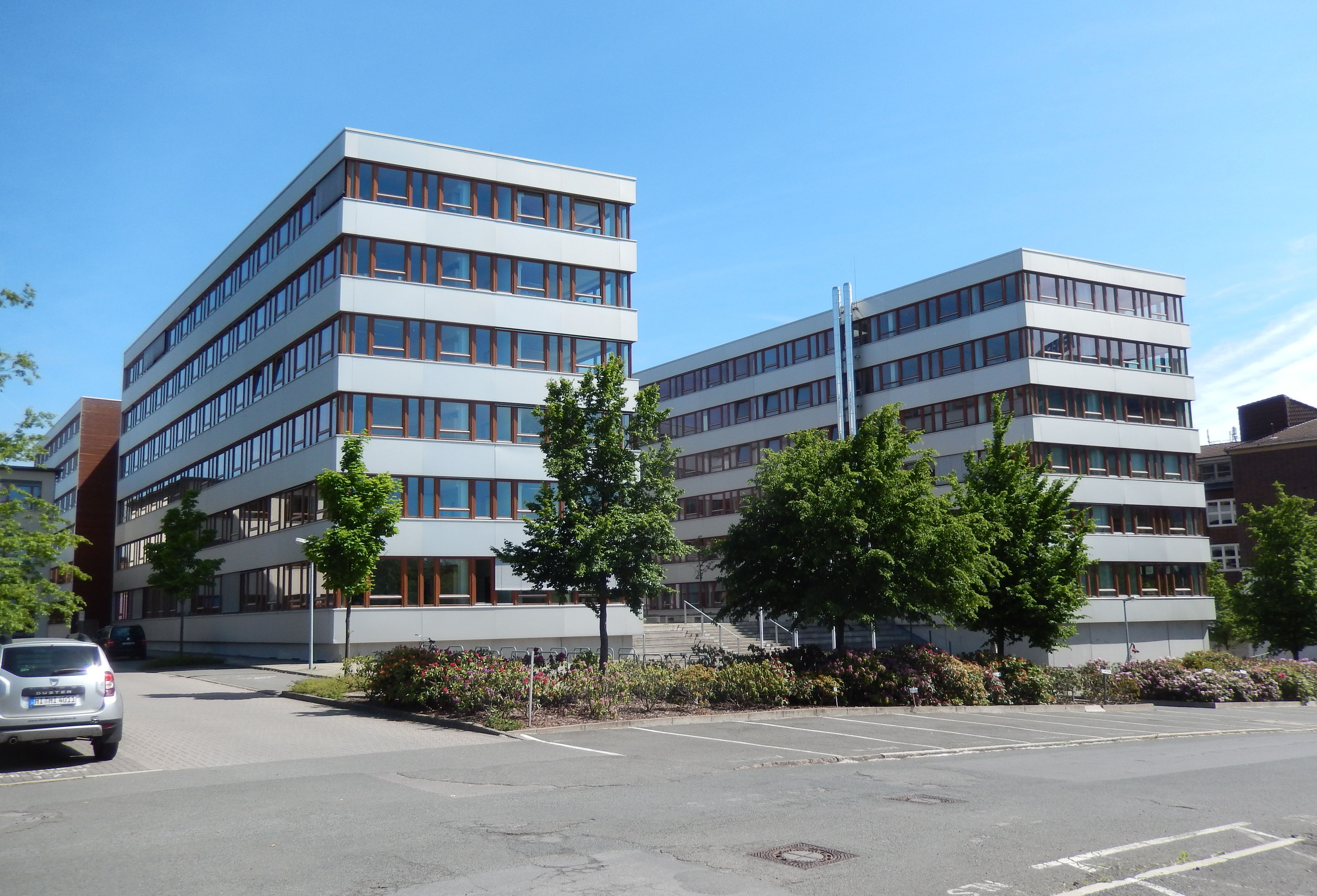
Bürogebäude in Hannover-Ricklingen

Die Niedersächsische Landesbehörde für Straßenbau und Verkehr (NLStBV) betreut die Bundes- und Landesstraßen sowie einen Teil der Kreisstraßen im Land Niedersachsen. Hinzu kommt ein ausgedehntes Radwegenetz. Die Landesbehörde ist zuständig für Planung sowie Um- und Ausbaumaßnahmen auf diesen Straßen. Mit ihren rund 2.900 Mitarbeiterinnen und Mitarbeitern sorgt die Behörde für den sachgerechten und effizienten Betrieb eines leistungsfähigen und sicheren Straßennetzes. Die Verkehrsinfrastruktur stellt gerade für die ländlichen Räume in Niedersachsen eine wichtige Lebensader dar. Die dezentrale Aufstellung der Behörde mit Zentrale, 13 regionalen Geschäftsbereichen und 56 Straßenmeistereien ermöglicht es, den Besonderheiten Rechnung zu tragen.

## Geschichte
Der Siebenjährige Krieg von 1756 bis 1763 hatte auch im damaligen Kurfürstentum Hannover den Handel praktisch zum Erliegen gebracht. Die Erkenntnis, dass ein jederzeit befahrbares Netz von Straßen eine wichtige Voraussetzung für den Warenverkehr ist, führte 1762 zur Gründung der Königlich-Kurfürstlichen Wegebauintendance durch König Georg III., König von Großbritannien und Kurfürst von Hannover. Damit wurde erstmalig im norddeutschen Raum das organisatorische und finanzielle Fundament für einen planmäßigen staatlichen Straßenbau geschaffen.
Im Jahr 2014 feierte die Niedersächsische Landesbehörde für Straßenbau und Verkehr ihr Jubiläum: 250 Jahre Straßenbauverwaltung in Niedersachsen!
Mit der Gründung des Landes Niedersachsen 1946 erhielt das Wirtschaftsministerium die oberste Zuständigkeit für den Straßenbau. Auf der mittleren Ebene entstand die Niedersächsische Straßenbaudirektion, als dritte Instanz bildete man die Straßenbauämter. Im Bereich der Straßenbauämter kam es mehrfach zu Neustrukturierungen mit geänderten Zuschnitten in der Fläche.
Seit 2005 trägt die Straßenbauverwaltung den Namen Niedersächsische Landesbehörde für Straßenbau und Verkehr (NLStBV) mit einer Zentrale in Hannover und 13 regionalen Geschäftsbereichen in der Fläche. Mit dem neuen Namen kamen auch neue Aufgaben, insbesondere in Folge der Auflösung der Bezirksregierungen, die die NLStBV vielfältiger gemacht hat.
Ende 2016 kündigte sich die nächste große Veränderung der Straßenbauverwaltung an. Im Rahmen der Verhandlungen zwischen und Bund und Ländern über den Bund-Länder-Finanzausgleich fiel auch die Entscheidung, eine Infrastrukturgesellschaft des Bundes, zur Finanzierung, Planung, Bau und Verwaltung der Bundesautobahnen zu gründen. Damit sollte die Auftragsverwaltung der Bundesautobahnen durch die Länder enden. Grundgesetzänderung und weitere gesetzliche Regelungen zum Übergang und zur Errichtung eines Fernstraßenbundesamtes (FBA) und der Bundesgesellschaft (Autobahn GmbH des Bundes) wurden im Sommer 2017 auf den Weg gebracht. Der Übergang wurde auf den 1. Januar 2021 festgelegt.

## Behördenstruktur / Organisation
Die NLStBV ist dem Niedersächsischen Ministerium für Wirtschaft, Verkehr, Bauen und Digitalisierung unterstellt.
Sie ist gegliedert in eine Zentrale, 13 regionalen Geschäftsbereichen sowie 56 Straßenmeistereien.
- Zentrale Geschäftsbereiche (Sitz in Hannover)

- - Geschäftsbereich 1: Steuerung und Interne Dienstleistung

- - Geschäftsbereich 2: Planung, Bau/Betrieb und Verkehr

- - Geschäftsbereich 3: Ingenieurbauwerke, Großraum- und Schwertransporte

- - Geschäftsbereich 4: Planfeststellungsbehörde und Luftverkehr

- 13 Regionale Geschäftsbereiche:
  - in Aurich, Gandersheim, Goslar, Hameln, Hannover, Lingen, Lüneburg, Nienburg, Oldenburg, Osnabrück, Stade, Verden und Wolfenbüttel.

## Aufgaben
Die NLStBV ist zuständig für 4.600 km Bundesstraßen, 8.000 km Landesstraßen und die Kreisstraßen in 13 Landkreisen, mit den dazugehörigen Brücken, Radwegen und regionalen Besonderheiten der Infrastruktur. Die dezentrale Aufstellung der Landesbehörde gewährleistet, dass die regionale Kompetenz genutzt werden kann und Ansprechpartner auf kurzen Wegen erreichbar sind.

### Straßenplanung und Straßenbau
Die Bundesstraßen werden im Auftrag des Bundes als Länderauftragsverwaltung betreut. Zuständig auf Bundesebene ist das Bundesministerium für Digitales und Verkehr (BMDV).
Im Bereich der Landes- und Kreisstraßen liegt der Schwerpunkt der Planungs- und Bautätigkeiten bei den Erhaltungsmaßnahmen, den Um- und Ausbauten, bei der Umgestaltung von Ortsdurchfahrten, dem Bau von Radwegen sowie der Beseitigung von Unfallschwerpunkten.
Der Bau von Radwegen hat einen besonderen Stellenwert. Das Fahrradfahren ist eine umweltfreundliche Alternative zum motorisierten Individualverkehr darstellt und gleichzeitig einen hohen Erholungswert besitzt. Während straßenbegleitende Radwege überwiegend unter Verkehrssicherheitsaspekten zu sehen sind, treten bei Radwegen abseits der klassifizierten Straßen oft touristische Gesichtspunkte in den Vordergrund; innerhalb der Kommunen kommen zu den Sicherheitsaspekten meist noch Wirtschaftsfaktoren (z. B. Besorgungen, Besuche) hinzu.
Die NLStBV ist auch zuständig für die Förderung des kommunalen Straßenbaus durch Bereitstellung der Mittel auf Grundlage des Niedersächsischen Gemeindeverkehrsfinanzierungsgesetzes (NGVFG).

### Straßenbetrieb
In Niedersachsen sind 56 Straßenmeistereien im Dienst. Die Mitarbeiterinnen und Mitarbeiter der Meistereien sorgen im Straßenbetriebsdienst unter anderem für:
- Streckenkontrolle und Beseitigung von Gefahrenquellen wie Hindernisse oder Verschmutzungen zur Gewährleistung der Verkehrssicherheit,
- Unterhaltung und Instandsetzung von Bundes- und Landesstraßen (Beseitigung von Schlaglöchern, Rissen usw.),
- Unterhaltung von Ingenieurbauwerken (Brücken, Durchlässe, Stützwände, Lärmschutzwände),
- Aufstellung, Instandhaltung, Reinigung von Verkehrszeichen und Signalanlagen,
- Aufnahme von Unfallschäden,
- Baumkontrollen,
- Pflege des Straßenbegleitgrüns,
- Unterhaltung von unbewirtschafteten Rastplätzen (Müllentsorgung),
- Räumen und Streuen im Winter,
- Unterhaltung von Entwässerungsanlagen (Gräben, Gossen, Abläufe),
- Reinigung von Straßen und Radwegen sowie Entwässerungseinrichtungen.

### Brücken, Tunnel und Ingenieurbauwerke
Die NLStBV ist für Ingenieurbauwerke im Zuge von Bundes-, Landes- und teilweise auch von Kreisstraßen zuständig.
Zu ihren Aufgaben in diesem Rahmen zählen unter anderem:
- die Planung von Bauwerken, z. B. wenn eine Brücke aufgrund ihres Zustandes ersetzt werden muss,
- die Bauwerksprüfung, die regelmäßig durchgeführt wird, um Kenntnis über den Zustand der Bauwerke zu haben,
- die Genehmigungsprüfung, bei der die Ausführungsunterlagen in bautechnischer und straßenbaubehördlicher Sicht geprüft werden,
- die statische Beurteilung von Bauwerken, z. B. nach Unfällen oder im Zuge des Genehmigungsverfahrens für Großraum- und Schwertransporte,
- die Tunnelorganisation und -sicherheit, zur Gewährleistung eines sicheren Tunnelbetriebes.

Aktuell befinden sich rund 5.600 Brücken (Teilbauwerke) in der Zuständigkeit der NLStBV. Davon
- rund 2.700 Brücken an Bundesstraßen,
- rund 2.100 Brücken an Landesstraßen,
- rund 800 Brücken an Kreisstraßen (in 13 niedersächsischen Landkreisen besitzt die Landesbehörde die Zuständigkeit).

Derzeit ist die NLStBV zuständig für vier Tunnel im Zuge von Bundesstraßen. Der längste von ihnen, der Wesertunnel, hat eine Länge von 1.646 m und verbindet im Zuge der B 437 die niedersächsischen Landkreise Wesermarsch und Cuxhaven. Der kürzeste Tunnel ist der Hasselkopftunnel in Braunlage im Zuge der B 4 mit einer Länge von 220 m. Ebenfalls im südlichen Niedersachsen zu finden sind der Tunnel Bovenden nördlich von Göttingen im Zuge der B 3 und der Butterbergtunnel in Osterode am Harz (B 241).
Darüber hinaus sind vier Tunnel in Planung: Der Ahebergtunnel und die Ith-Querung zwischen Hildesheim und Holzminden im Zuge der B 240, der Pferdebergtunnel im Zuge der B 247 bei Duderstadt (Landkreis Göttingen) sowie ein Tunnel unterhalb der Hildesheimer Straße (L 393) im Zuge des Südschnellweges (B 3) in Hannover.
Neben Brücken und Tunneln ist die Landesbehörde auch für weitere Ingenieurbauwerke zuständig. Zu ihnen zählen unter anderem Lärmschutzwände, Stützwände oder Verkehrszeichenbrücken.
Die NLStBV legt einen Schwerpunkt auf die sicherheitsrelevante Erneuerung von Brückenbauwerken. Dafür werden in der NLStBV für diese Aufgaben zukünftig noch stärker Fachkompetenzen überregional gebündelt und regionale Kooperationen gefördert, um mit den zur Verfügung stehenden Ressourcen bestmöglich und flexibel in ganz Niedersachsen agieren zu können.

### Planfeststellung
Die Niedersächsische Landesbehörde für Straßenbau und Verkehr ist in Niedersachsen die zuständige Planfeststellungsbehörde für
- Maßnahmen an Bundesautobahnen, sofern die Verfahren bis einschließlich 31. Dezember 2020 eingeleitet worden sind (ab 1. Januar 2021 Zuständigkeit beim Fernstraßen-Bundesamt),
- Maßnahmen für die im Bedarfsplan für Bundesfernstraßen genannten Bundesstraßen,
- Flughäfen und Landeplätze mit beschränktem Baubereich,
- Betriebsanlagen für Straßenbahnen und Seilbahnen,
- nicht-bundeseigene Eisenbahnen (NE-Bahnen),
- Hochspannungsleitungen ab einer Spannung von 110 kV sowie Höchstspannungsleitungen.

### Luftfahrt- und Luftsicherheitsbehörde
Die NLStBV ist Luftfahrt- und Luftsicherheitsbehörde für Niedersachsen. Sie ist Ansprechpartnerin für den Luftfahrer, die Betreiber von Flugplätzen, die Luftfahrtunternehmen, aber auch für die Bürger, die nicht selbst aktiv Luftfahrt betreiben. In Niedersachsen sind zurzeit rund 150 Flugplätze für den zivilen Luftverkehr zugelassen.

### Verkehrsmanagement
Die NLStBV arbeitet an einem digitalen Verkehrsmanagement. Es soll das Collaborative Routing weiterentwickelt werden, dass mit Hilfe der Navigations-App Nunav genutzt wird. NUNAV vernetzt in Echtzeit unzählige Daten von den Straßen miteinander und wertet diese aus. Jeder Autofahrer erhält so einen individuellen Routenvorschlag, um Folgestaus auf Ausweichrouten zu verhindern.

### Elektromobilität
Die NLStBV ist zentrale Ansprechstelle für die Themen Elektromobilität und Ladeinfrastruktur im Land Niedersachsen. Der Fokus liegt dabei primär auf dem strategischen Ausbau von Ladeinfrastruktur im Land Niedersachsen.
Die NLStBV unterstützt Kommunen bei der Erstellung von Ladeinfrastrukturkonzepten und gibt Informationen und Hinweise zu laufenden Förderprogrammen.

### Ehemalige Aufgaben
Bis zur Stilllegung im Jahr 2011 fungierte die NLStBV als Genehmigungsbehörde für die Betriebsvorschriften der Transrapid-Versuchsanlage Emsland. Bis April 2016 war sie auch die Aufsichtsbehörde für die Einhaltung der Straßenbahn-Bau- und Betriebsordnung bei der Stadtbahn Hannover und der Straßenbahn Braunschweig und Aufsichtsbehörde für den Betrieb von Seilbahnen. Diese Aufgaben gingen zum 1. Mai 2016 an die LEA Gesellschaft für Landeseisenbahnaufsicht mbH über. Bis Ende 2020 war die Behörde außerdem für Planung, Bau und Betrieb der Bundesautobahnen in Niedersachsen zuständig, dieser Aufgabenbereich ging zum 1. Januar 2021 an Die Autobahn GmbH des Bundes über.

## Belege
1. ↑  Unsere Aufgaben. Niedersächsische Landesbehörde für Straßenbau und Verkehr, abgerufen am 18. Juli 2023.
2. ↑  Straßenbahnen und Seilbahnen, www.strassenbau.niedersachsen.de, abgerufen am 1. Januar 2021
3. ↑  Autobahn-GmbH künftig für Autobahnen in Niedersachsen zuständig, www.strassenbau.niedersachsen.de, 10. Dezember 2020, abgerufen am 1. Januar 2021.

Baden-Württemberg: – |
Bayern: – |
Berlin: Senatsverwaltung für Umwelt, Verkehr und Klimaschutz |
Brandenburg: Landesbetrieb Straßenwesen und Landesamt für Bauen und Verkehr |
Bremen: Amt für Straßen und Verkehr |
Hamburg: Landesbetrieb Straßen, Brücken und Gewässer und Landesbetrieb Verkehr |
Hessen: Hessen Mobil – Straßen- und Verkehrsmanagement |
Mecklenburg-Vorpommern: Landesamt für Straßenbau und Verkehr Mecklenburg-Vorpommern |
Niedersachsen: Niedersächsische Landesbehörde für Straßenbau und Verkehr |
Nordrhein-Westfalen: Landesbetrieb Straßenbau NRW |
Rheinland-Pfalz: Landesbetrieb Mobilität Rheinland-Pfalz |
Saarland: Landesbetrieb für Straßenbau |
Sachsen: Landesamt für Straßenbau und Verkehr |
Sachsen-Anhalt: Landesstraßenbaubehörde Sachsen-Anhalt |
Schleswig-Holstein: Landesbetrieb Straßenbau und Verkehr Schleswig-Holstein |
Thüringen: Thüringer Landesamt für Bau und Verkehr